# Paul Bamber
Paul Bamber, född 18 mars 1961, är en zimbabwisk bågskytt. Han deltog vid olympiska sommarspelen 1988.
I de olympiska spelen 1988 kom han på 60:e plats av 83 deltagare i den individuella tävlingen och 21:a plats i lagtävlingen av 22 deltagande lag. Bamber äger en jaktresearrangör i Wanganui, Nya Zeeland.

## Fortsatt läsning
- Paul Bamber på Olympedia (engelska)